# ソロモン諸島ドル
ソロモン諸島ドル（ソロモンしょとうドル SBD）は、ソロモン諸島で1977年から用いられている通貨。SI$とも記述される。補助単位はセント(cent)、100セントで1SI$。

## 概要
1977年にオーストラリア・ドル(A$)に代わって導入された。1978年の独立を挟み、1979年まではA$と等価で流通された。経過措置を経て、変動相場制に移行している。ソロモン諸島の政情不安もあり、通貨価値は高くない。
硬貨は1,2,5,10,20,50セントおよび1SI$があり、エリザベス2世の肖像が彫られている。紙幣は2,5,10,20,50,100SI$がある。